# Banque Lambert

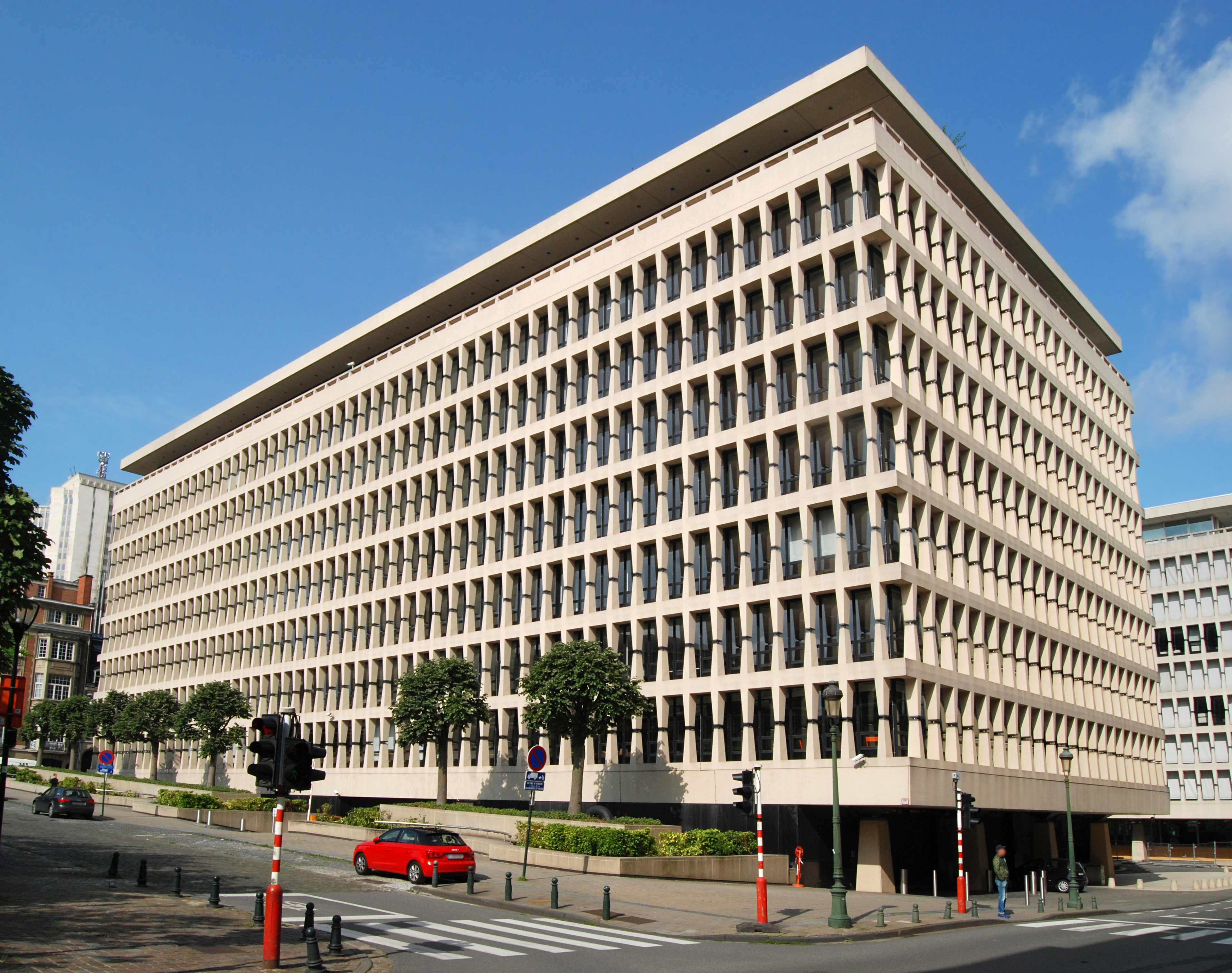
Ehemaliger Hauptsitz der Banque Lambert (erbaut 1956–1960)

Die Banque Lambert war eine international tätige belgische Großbank mit Sitz in Brüssel.

## Geschichte
Die Bankiersfamilie Lambert war drei Generationen lang in Belgien als Vertreter der Bankiersfamilie Rothschild aktiv. 1838 trat der aus Lyon stammende Samuel Lambert (1806–1875) in die von Lazare Richtenberger (1792–1853) in Brüssel geführte Rothschild-Agentur ein. Nach Richtenbergers Tod übernahm Samuel Lambert die Vertretung und änderte deren Namen in Lambert, agent Rothschild, welche 1875 von dessen Sohn Léon Lambert (1851–1919) weitergeführt wurde. Dieser festigte die Beziehungen zur Familie Rothschild, als er 1882 Zoé Lucie Betty de Rothschild (1863–1916) heiratete. Die Finanzierung der wirtschaftlichen Aktivitäten des belgischen Königs, Léopold II (1835–1909), im Kongo-Freistaat brachte Léon Lambert als Dank den erblichen Adelstitel Baron ein. 
Der Wirtschaftsboom der 1920er-Jahre gab Léon Lamberts Sohn, Henri Lambert (1887–1933), eine gute Gelegenheit, sich von dieser profitablen aber auch einengenden Geschäftsverbindung mit den Rothschilds zu lösen und im Juni 1926 in Brüssel mit der „Banque Henri Lambert“ seine eigene Bank zu gründen. Zu den ersten Kunden des Instituts zählten Familienmitglieder und Freunde und bis zum Zweiten Weltkrieg beschränkte es sich auf sehr wohlhabende Kundschaft. Lediglich der Ausbruch der Weltwirtschaftskrise 1929 beeinträchtigte vorübergehend die Entwicklung der Bank. Nach dem frühen Tod von Henri Lambert in Folge einer Operation übernahm dessen Frau Johanna („Hansi“) von Reininghaus (1899–1960) die Leitung der Bank. 
Kurz nach Kriegsausbruch 1939 floh sie mit ihren Kindern zuerst nach Großbritannien und folglich in die Vereinigten Staaten. Im Februar 1940 fassten sie dann den Entschluss ihre Bank zu liquidieren, was aber nie zur Ausführung kam, nachdem die deutsche Wehrmacht im Mai 1940 Belgien besetzt hatte. Stattdessen wurde die Bank Henri Lambert Ende 1940 unter „Kommissarische Verwaltung“ gestellt. Daher waren am Kriegsende zwar die Besitztümer der Bank noch immer vorhanden, allerdings hatte diese ihre ganze Kundschaft verloren. Dennoch traf Johanna von Reininghaus die Entscheidung, die Bank weiterzuführen. Zudem wurde deren Rechtsform 1946 von einer Personengesellschaft in eine Kapitalgesellschaft umgewandelt.
1949 übernahm Léon Lambert (1928–1987), der älteste Sohn des Bankgründers Henri Lambert, mit seiner Volljährigkeit die Führung der Banque Henri Lambert. Er verkürzte ihren Namen auf „Banque Lambert“ und baute ihre Aktivitäten durch eine Reihe von Bankübernahmen erheblich aus. Dies galt insbesondere für den Kauf der Banque de Reports et de Dépôts 1953, die auf die Finanzierung von Börsentransaktionen spezialisiert war. Es folgten weitere Übernahmen, z. B. 1961 die Banque Industrielle Belge, 1963 die Banque de Prêts et de Dépôts, 1963 die Caisse de’Hypothèques et de Crédit und 1971 die Banque Commerciale de Lausanne (Lausanne, Schweiz). Zudem wurde 1961 in Luxemburg die Banque Européenne du Luxembourg gegründet. Zusätzlich erfolgte die Geschäftsexpansion auch über die Eröffnung neuer Filialen, sowohl national wie international. Besonders erfolgreich war die Banque Lambert bei der Vergabe von Krediten, der Emission von Wertpapieren und der Auflage von Investmentfonds.
1959 übertrug die Familie Lambert die sich bisher direkt in ihrem Besitz befindliche Banque Lambert auf die Compagnie Lambert pour l’Industrie et la Finance, einer zwar börsennotierten aber von der Familie Lambert kontrollierten belgischen Industrieholding. Diese fusionierte 1972 mit drei anderen belgischen Holdinggesellschaften, Cofinter, Brufina und Cofinidus, aus der die Groupe Bruxelles Lambert (GBL) hervorging. Über die Brufina war die neue Gesellschaft auch in den Besitz der Banque de Bruxelles gelangt, welche 1975 die Banque Lambert übernahm und sich in Banque Bruxelles Lambert (BBL) umbenannte. Letztere wurde 1998 wiederum von der niederländischen Großbank ING Groep erworben und der Name 2002 in ING Belgium geändert.

## Geschäftssitz
Der Name der Banque Lambert bleibt eng mit ihrem ehemaligen Geschäftssitz in der Avenue Marnix 24 (französisch) bzw. Marnixlaan 24 (niederländisch) verbunden, welches heute der Hauptsitz von ING Belgien ist. Das Gebäude wurde 1959 von dem US-amerikanischen Architekten Gordon Bunshaft geplant und 1960 vom Bauunternehmer Emile Blaton fertiggestellt. Das Gebäude ersetzte das im Februar 1956 teilweise abgebrannte Hôtel Marquis d’Ennetières, dem ehemaligen Wohnsitz der Familie Lambert. 1989 bis 1990 wurde hinter dem ersten Bürogebäude (genannt Marnix I) zwei nahezu baugleiche Kopien (genannt Marnix II und Marnix III) angebaut. Im Mai 2021 wurden Teile (Fassaden, Dächer) des Gebäudekomplexes Marnix unter Denkmalschutz gestellt.